# Krystyna Gurbiel
Krystyna Gurbiel (ur. 14 grudnia 1959 w Warszawie) – polska prawniczka, urzędnik państwowy.
W latach 2002–2003 podsekretarz stanu w Urzędzie Komitetu Integracji Europejskiej, w latach 2003–2004 podsekretarz stanu w Ministerstwie Gospodarki, Pracy i Polityki Społecznej, w latach 2004–2005 podsekretarz stanu w Ministerstwie Gospodarki i Pracy, w 2005 podsekretarz stanu w Ministerstwie Rozwoju Regionalnego, w latach 2012–2014 podsekretarz stanu w Ministerstwie Rolnictwa i Rozwoju Wsi, później do 2016 zastępca prezesa Agencji Rynku Rolnego.

## Życiorys
Absolwentka XIV Liceum Ogólnokształcącego im. Klementa Gottwalda w Warszawie. W 1982 ukończyła studia prawnicze na Wydziale Prawa i Administracji Uniwersytetu Warszawskiego.
W latach 1982–1990 pracowała na stanowisko dokumentalisty w Zakładzie Krajów Pozaeuropejskich Polskiej Akademii Nauk. W 1990 przeszła na stanowisko doradcy w Urzędzie Rady Ministrów. Później zatrudniona w fundacjach jako wicedyrektor generalny Funduszu Współpracy (do 1995) i prezes zarządu Polskiej Fundacji Promocji i Rozwoju Małych i Średnich Przedsiębiorstw. Od stycznia 2001 do stycznia 2002 pełniła funkcję prezesa Polskiej Agencji Rozwoju Przedsiębiorczości.
Od stycznia 2002 do stycznia 2003 była podsekretarzem stanu w Urzędzie Komitetu Integracji Europejskiej, następnie do listopada 2005 w Ministerstwie Gospodarki, Pracy i Polityki Społecznej (w maju 2004 przekształconym w Ministerstwo Gospodarki i Pracy). W listopadzie 2005 była podsekretarzem stanu w Ministerstwie Rozwoju Regionalnego. W latach 2006–2012 pracowała na kierowniczych stanowiskach w spółkach prawa handlowego. 17 grudnia 2012 powróciła do administracji rządowej jako podsekretarz stanu w Ministerstwie Rolnictwa i Rozwoju Wsi. 21 lipca 2014 przeszła na stanowisko zastępcy prezesa Agencji Rynku Rolnego. Odwołana z tej funkcji w styczniu 2016.